# Polia crydina
Polia crydina là một loài bướm đêm trong họ Noctuidae.